# Tucquegnieux
 Tucquegnieux  es una comuna y población de Francia, en la región de Lorena, departamento de Meurthe y Mosela, en el distrito de Briey y cantón de Audun-le-Roman.
Está integrada en la Communauté de communes du Bassin de Landres .

## Demografía[3]
| 310 | 271 | 301 | 308 | 291 | 298 | abs. | abs. | abs. | 323 | 288 | 289 | 290 | 300 | 276 | 254 | 239 | 396 | 1 124 | 2 565 | 2 121 | 3 826 | 4 747 | 3 838 | 3 490 | 4 611 | 5 440 | 4 842 | 3 911 | 3 367 | 3 017 | 2 726 | 2 649 |
| Para los censos de 1962 a 1999 la población legal corresponde a la población sin duplicidades (Fuente: INSEE [Consultar]) |     |     |     |     |     |      |      |      |     |     |     |     |     |     |     |     |     |       |       |       |       |       |       |       |       |       |       |       |       |       |       |       |

Según el censo de 1999, su aglomeración urbana –que también incluye Trieux y Mancieulles- tenía 5.998 habitantes.